# Ossian

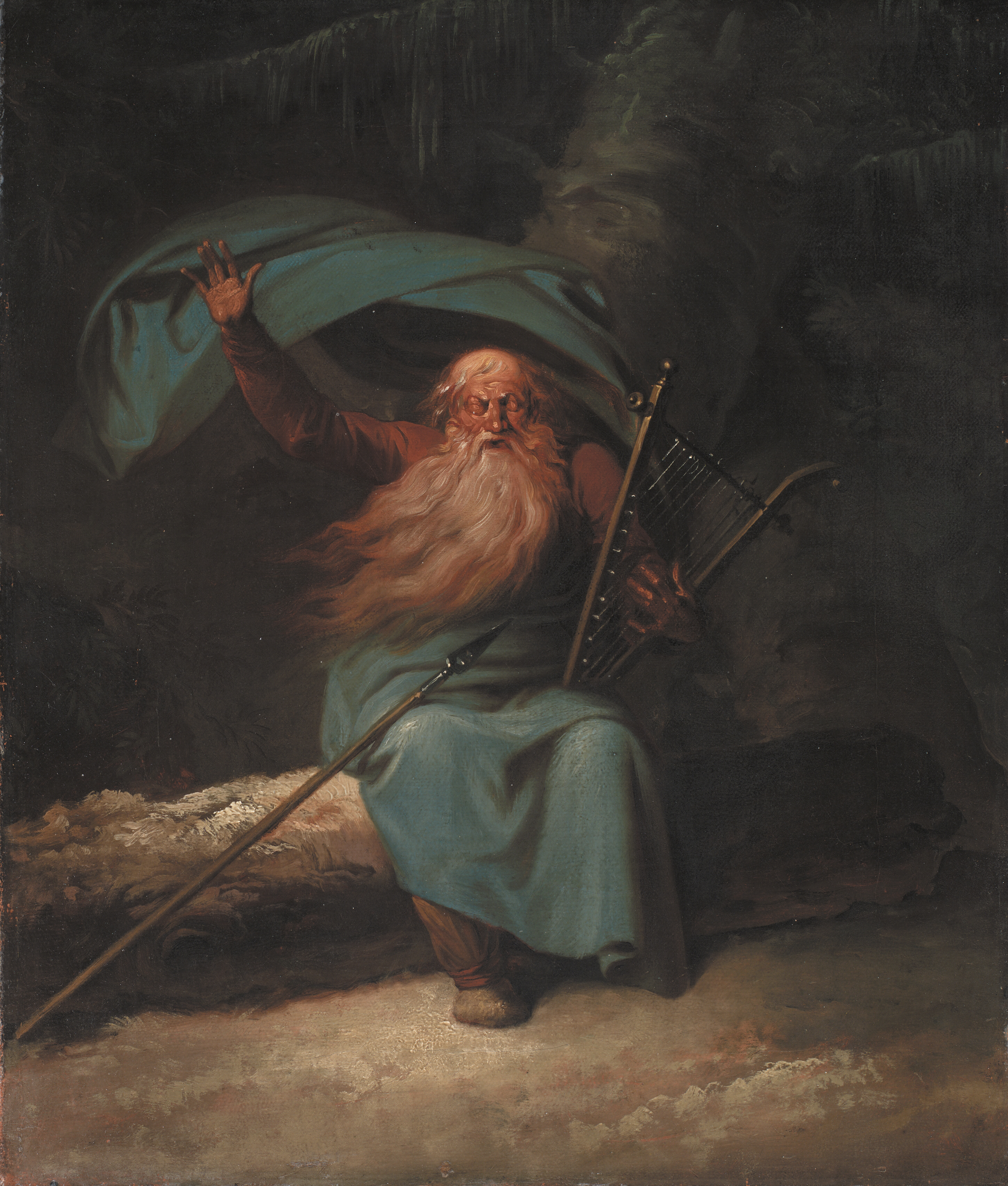
Nicolai Abildgaard, Ossian (1780-82; Copenaghen, Statens Museum for Kunst).

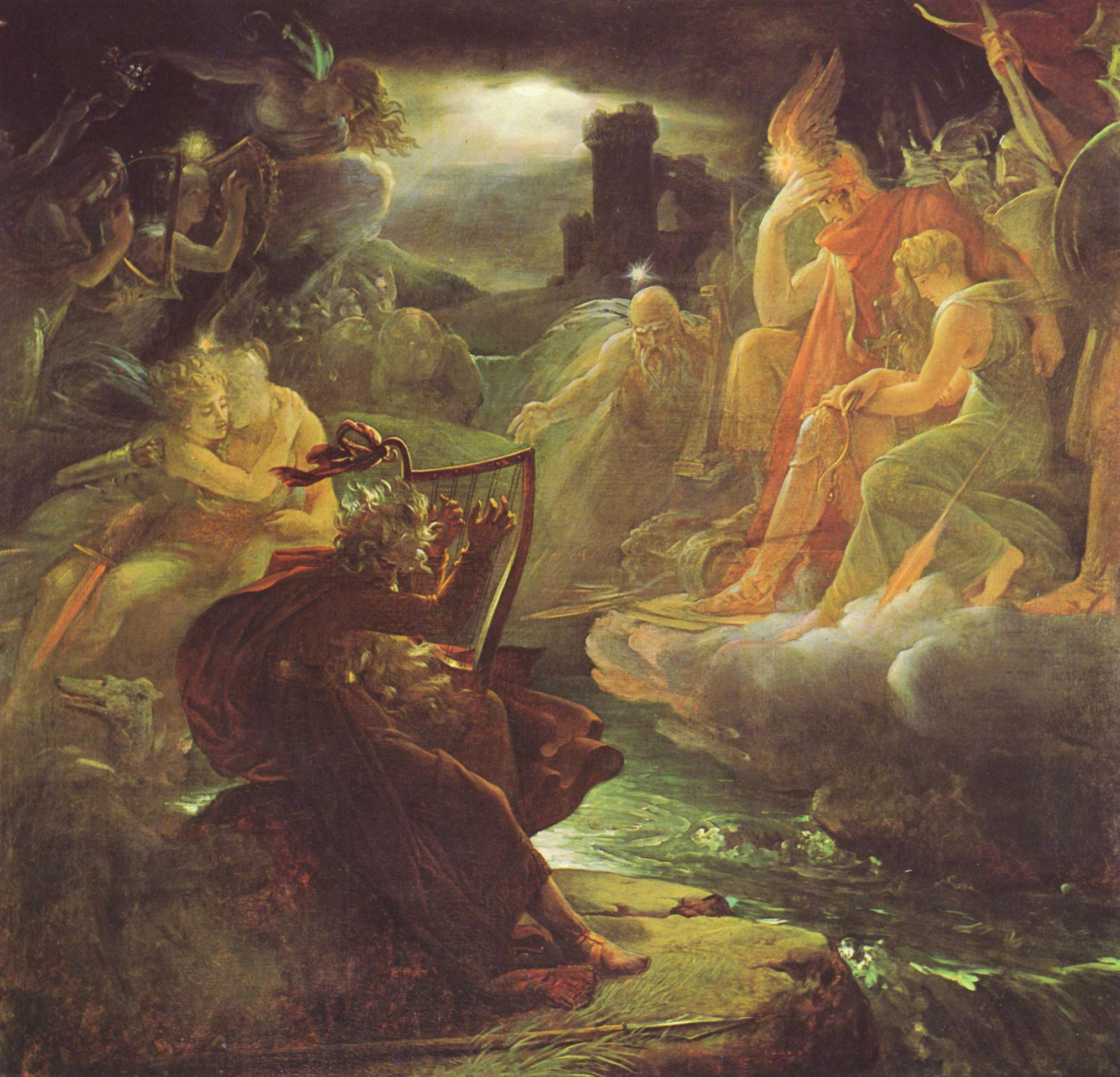
François Gérard, Il sogno di Ossian (1801; Château de Malmaison).

Ossian è una figura leggendaria della tradizione scozzese, bardo celtico o pittico, soprannominato l'"Omero del nord", protagonista dell'omonima epica composta dal poeta James Macpherson e pubblicata nel XVIII secolo. Probabilmente fu modellato sul personaggio mitologico di Oisin.
Secondo la leggenda, Ossian era un guerriero e poeta della tribù dei Caledoni, che sarebbe vissuto nel III secolo d.C.
La sua figura è stata oggetto di dibattito e controversie riguardo alla sua reale esistenza storica, con alcuni che considerano l'intera epica di Macpherson una falsificazione.

Tuttavia, l'opera ha avuto un notevole impatto sull'immaginario collettivo e sulla letteratura europea, ispirando artisti e scrittori come Johann Wolfgang von Goethe e William Wordsworth.
Nonostante i primi cenni negli scritti di Giraldo Cambrense del XII secolo, la vera vicenda letteraria esplose quando James MacPherson (1736-1796) scrisse I Canti di Ossian. Egli finse di aver tradotto fedelmente le originali poesie di Ossian, mentre in realtà si basò su dei frammenti e inventò molti "canti".

Il successo delle sue presunte traduzioni, nondimeno, fu straordinario. La prosa potente, il riferimento a una natura selvaggia, ne fanno un'opera fondamentale del Preromanticismo.
A titolo di esempio, vale la pena ricordare l'importanza che i Canti di Ossian, in Italia noti al tempo nella traduzione di Melchiorre Cesarotti, hanno avuto nella formazione della sensibilità del movimento Sturm und Drang; inoltre entusiasti lettori di MacPherson furono Ugo Foscolo, Vittorio Alfieri e Goethe. Quest'ultimo, infatti, dedica un ampio brano del suo romanzo giovanile I dolori del giovane Werther proprio a un canto di Ossian.

## Il poema

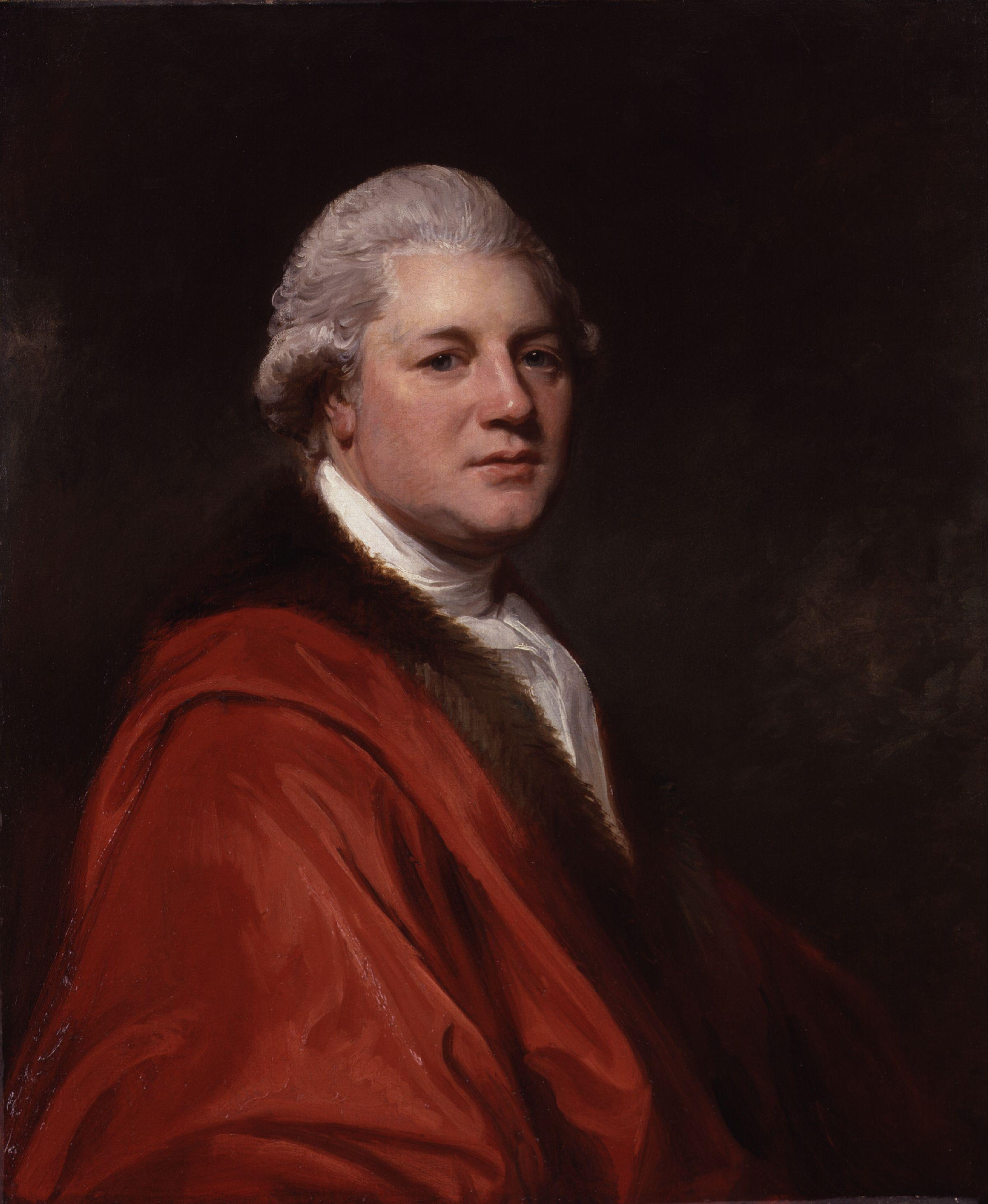
James MacPherson, ritratto da George Romney (1779-1780 circa; Londra, National Portrait Gallery).

Nel 1760 Macpherson pubblicò il testo Frammenti dell'antica poesia raccolti sugli altopiani della Scozia (in inglese Fragments of Ancient Poetry collected in the Highlands of Scotland), e più tardi trovò ulteriori manoscritti. Nel 1761 egli affermò di aver trovato un poema epico sulla materia dell'eroe Fingal (Finn Mac Cool, ossia l'eroe della mitologia irlandese Fionn mac Cumhaill), scritto da Ossian. Il nome Fingal o Fionnghall significa "bianco estraneo".  Pubblicò la sua traduzione negli anni seguenti, che ebbero culmine in una raccolta, I canti di Ossian (The Works of Ossian), nel 1765. Il poema più famoso era Fingal scritto nel 1762. Il poema ebbe un successo internazionale (anche Napoleone ne divenne un grande appassionato) e fu proclamato l'equivalente celtico degli scrittori classici come Omero, ridando anche impulso culturale al nazionalismo scozzese dopo la disastrosa sconfitta nel 1746.

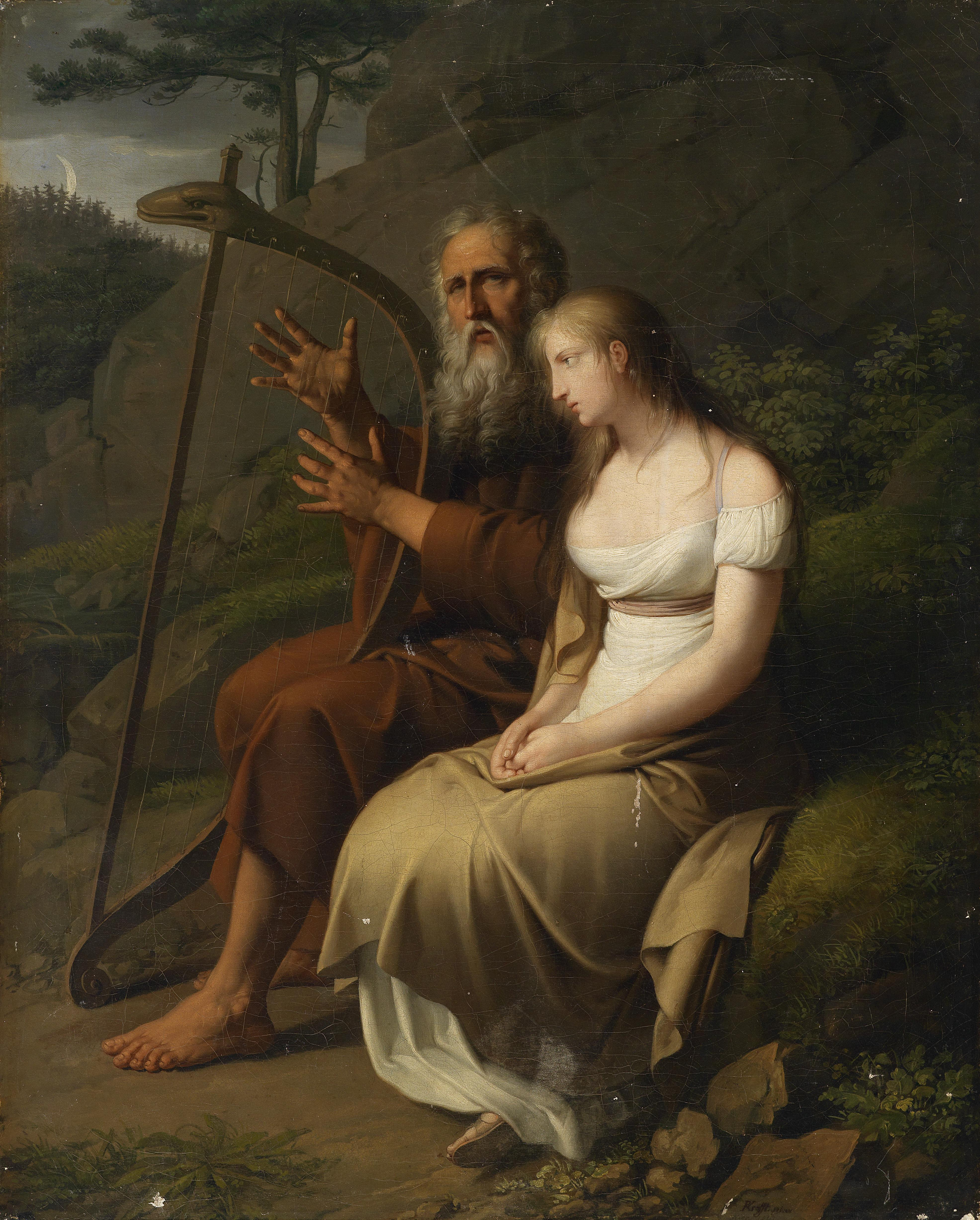
Ossian e Malvina, quadro dipinto da Johann Peter Krafft (1810), oggi a Vienna.

Molti scrittori europei del Preromanticismo e del Romanticismo furono influenzati da questo lavoro, anche il giovane Walter Scott e lo scrittore tedesco Goethe, la cui traduzione tedesca di una parte degli scritti di Macpherson compare in una scena de I dolori del giovane Werther. Johann Gottfried Herder scrisse un saggio intitolato Estratto da una corrispondenza di Ossian e le canzoni di antichi Popoli (Extract from a correspondence about Ossian and the Songs of Ancient Peoples) nei primi giorni del movimento Sturm und Drang. L'ossianesimo si fuse con il gusto della poesia sepolcrale. In Italia la prosa ritmica di Macpherson attribuita a Ossian venne resa in endecasillabi sciolti da Melchiorre Cesarotti, e per un periodo fu ritenuta dai letterati italiani migliore dell'originale, poiché più simile ai modelli del classicismo e più dolce nelle immagini. Vittorio Alfieri, Ugo Foscolo, Ippolito Pindemonte, Vincenzo Monti e Giacomo Leopardi amarono molto la versione di Ossian data da Cesarotti e lo stesso Napoleone portava sempre con sé (anche sui campi di battaglia) una copia di tale traduzione italiana.
Il poema ha anche esercitato un'influenza sul prosperare della musica romantica, e Franz Schubert in particolare ha composto Lieder usando l'ambientazione di poemi ossianici.

## Dibattito sull'autenticità

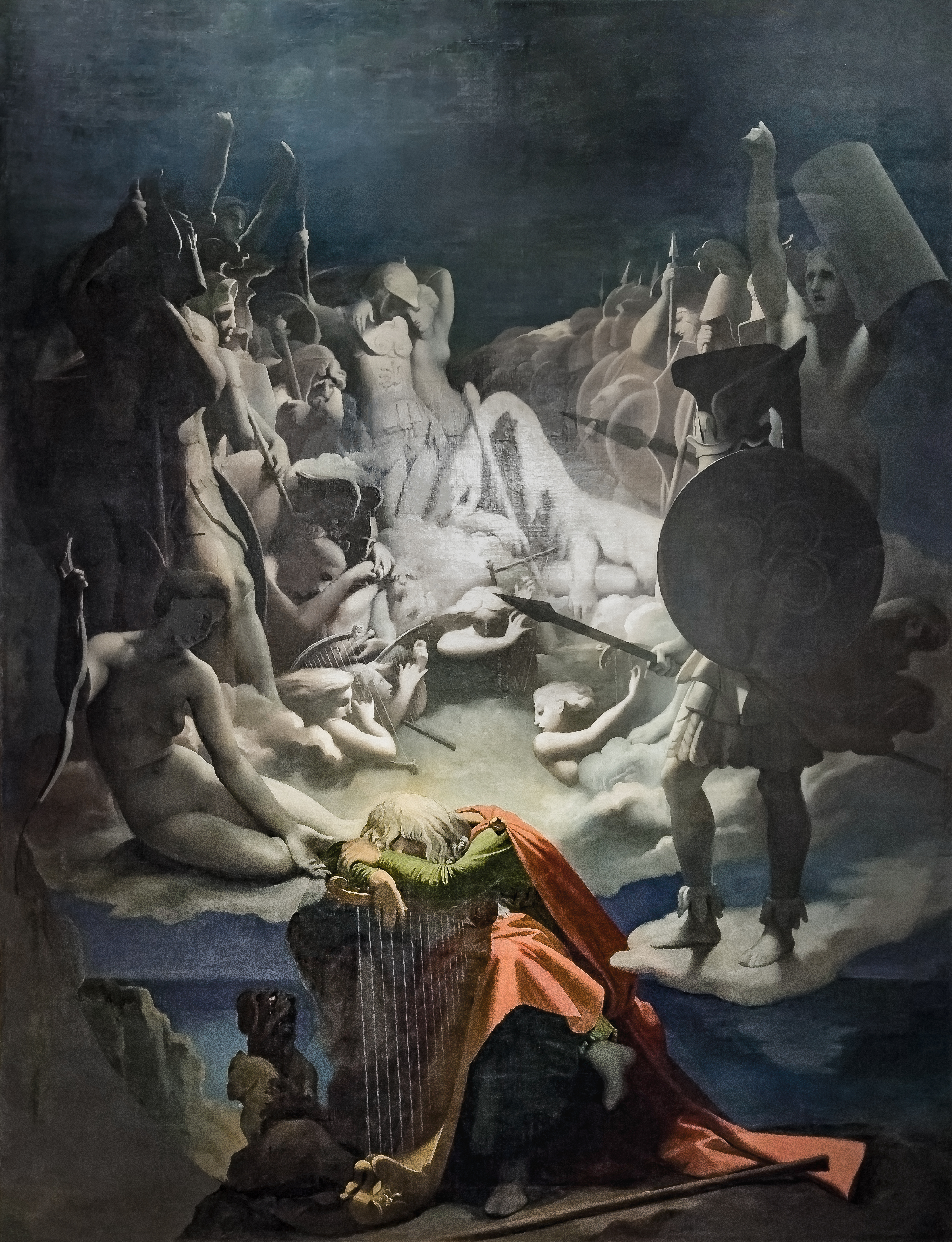
Ingres, Il sogno di Ossian (1813; Montauban, Musée Ingres). Nel celebre dipinto che rappresenta il bardo (uno dei molti) è astante la figura di un cane poggiato su una roccia, tipico nell'opera del pittore francese. L'iconografia dell'autore è confermata dall'acquerello avente il medesimo soggetto, posto al Louvre di Parigi.

Ci fu un'immediata disputa sulle affermazioni di Macpherson, per ragioni letterarie e politiche. Macpherson sostenne che l'origine del materiale fosse scozzese; fu fortemente osteggiato dagli storici irlandesi. Durante il periodo in cui sono ambientati i poemi, irlandesi e scozzesi condividevano parte della comune cultura gaelica e un po' di letteratura fianna fu composta in Scozia.
La controversia si scatenò negli ultimi decenni del XVIII secolo e nei primi anni del XIX secolo, con dispute su se i componimenti fossero basati su fonti irlandesi, inglesi, o sui frammenti gaelici intrecciati nel componimento come già Samuel Johnson sosteneva, o in generale su tradizioni orali e manoscritti scozzesi gaelici come affermava Macpherson, o se fossero frutto della fantasia di Macpherson come sostenuto da Voltaire. L'autore scozzese Hugh Blair nel 1763 in A Critical Dissertation on the Poems of Ossian sosteneva l'autenticità del lavoro contro la critica pungente di Johnson e dal 1765 il saggio fu incluso in ogni edizione di Ossian per dare credibilità all'opera.
Thomson (1952) scoprì che Macpherson in effetti aveva raccolto ballate ossianiche gaeliche scozzesi, ma le aveva adattate alla sensibilità contemporanea modificando i personaggi originali e le idee, e aveva introdotto una grande quantità del proprio materiale.